# Melithreptus gularis
El mielero barbinegro (Melithreptus gularis) es una especie de ave paseriforme de la familia Meliphagidae propia del este de Australia.

## Subespecies
- Melithreptus gularis carpentarius
- Melithreptus gularis gularis
- Melithreptus gularis laetior
- Melithreptus gularis normantoniensis
- Melithreptus gularis parus

## Localización
La especie y las subespecies de esta ave se encuentran localizadas en Australia.